# Salcombe Regis
Salcombe Regis är en by i civil parish Sidmouth, i distriktet East Devon, i grevskapet Devon i England. Byn är belägen 11 km från Honiton. Salcombe Regis var en civil parish fram till 1974 när blev den en del av Sidmouth. Civil parish hade 869 invånare år 1951. Byn nämndes i Domedagsboken (Domesday Book) år 1086, och kallades då Secome/Secoma.